# En kvinde køber ind
En kvinde køber ind er en dansk børnefilm fra 2015 instrueret af Sune Kofod Maglegaard.

## Handling
Rebekka har myrdet sin kæreste og er i et byggemarked for at handle ind til at skaffe sig af med liget. Hun ønsker at vække så lidt opmærksomhed så muligt, men hun bliver forstyrret af den meget frembrusende ekspedient Søren, som er meget interesseret i at komme i kontakt med hende. Hun prøver at undgå ham, men da det ikke lykkes, skifter hun taktik og bruger i stedet Sørens ekspertise til at få de ting, hun skal bruge. Hun ved nemlig ikke rigtigt noget om håndværksartikler.

## Medvirkende
- Charlotte-Amalie Kirkegård Kehlet, Rebekka
- Sune Roholt Mortensen, Søren